# Volker Rühe
Volker Rühe (Amburgo, 25 settembre 1942) è un politico tedesco.
È stato nominato segretario generale della CDU nel 1989 di Helmut Kohl in sostituzione di Heiner Geißler, giudicato troppo a sinistra, ma deve rinunciare a questo incarico nel 1992 per diventare ministro federale della difesa nella coalizione giallo-nera guidata da Kohl. Specialista in questioni di politica estera, ha assicurato in particolare l'effettiva creazione di Eurocorps nel 1995, ma è stato costretto a dimettersi tre anni dopo, a seguito della vittoria della coalizione rosso-verde. Nel 2000, ha tentato senza successo di sconfiggere Heide Simonis alle elezioni nello Schleswig-Holstein.

## Biografia
Nel 1962 superò l'esame di immatricolazione e fino al 1968 studiò inglese e tedesco all'Università di Amburgo. Ha lavorato fino al 1978 come insegnante nelle scuole di Amburgo.
Nel 1963 entrò a far parte dell'Unione Cristiano-Democratica ed era anche un attivista nella sua organizzazione giovanile Junge Union. Nel 1973-1975 è stato membro del consiglio di direzione della JU. Dal 1970 al 1976 è stato membro del Parlamento di Amburgo. Nel 1976 è stato eletto per la prima volta al Bundestag.Si è candidato alle elezioni degli anni 1980, 1983, 1987, 1990, 1994, 1998 e 2002, nella camera bassa del parlamento tedesco fino al 2005. È stato due volte vicepresidente della fazione CDU/CSU (1982-1989, 1998–2002). Dal 1989 al 1992 è stato segretario generale della CDU.
Il 1º aprile 1992, entrò a far parte del governo Kohl IV come ministro della difesa. Ha inoltre ricoperto questa carica in quello successivo fino al 27 ottobre 1998. Negli anni 1998–2000 è stato vicepresidente della CDU. Alle elezioni regionali del 2000, è stato candidato per il suo partito per la carica di Ministro presidente dello Schleswig-Holstein. Nel periodo 2002-2005 ha presieduto la commissione per gli affari esteri del Bundestag. Nel 2005 si ritirò dall'attività politica e divenne consulente. È inoltre entrato a far parte del think tank Europa Leadership Network istituito nel 2011.